# Los Montoneros de Méndez
Los Montoneros de Méndez es un conjunto folclórico boliviano fundado en 1967 en la ciudad de Tarija, Departamento de Tarija por los músicos Ciscar Gálvez, Luis Aldana, y Hugo Monzón quien ha sido desde entonces el principal compositor y director musical de la banda.
La agrupación cuenta con más de 25 álbumes, y un repertorio de más de 200 canciones propias compuestas por Monzón, la mayoría de ellas con un contenido de protesta social y fuertemente político.

## Inicios
Hugo Monzón conoció a Luis Aldana, compañero de curso de su hermano mayor en la universidad, en la ciudad de Tarija, y al vocalista Ciscar Gálvez en un concurso de canto y música en Yunchará, adonde había ido como guitarrista en su grupo de entonces llamado Bermejo. Monzón les ofreció formar un proyecto que se llamaría Los Arrieros. Luego, en un festival de Camargo, invitan a participar a Nilo Soruco.
En 1967 el cuarteto participa en una presentación en conmemoración de la Batalla de La Tablada, y en este contexto es que deciden cambiarse su nombre al definitivo Los Montoneros de Méndez, en homenaje a los combatientes por la liberación de Tarija. Más adelante se incorporarían a la banda Norma Gálvez y Vicente Mealla.

## Canción política de protesta
La agrupación desde un comienzo se reconoció de tendencia comunista. Por esto y por sus canciones de protesta de marcado contenido político, sus integrantes fueron reprimidos en múltiples ocasiones. Hugo Monzón fue encarcelado seis veces por sus canciones.

## Discografía
Lista no exhaustiva de los álbumes de la banda.
- 1971 - Los Montoneros de Méndez
- ... Y Nilo Soruco
- Bodas de plata y disco de oro
- Bolivia canta y lucha
- Canto a la tierra chapaca
- Lo mejor
- 30 años de canto
- Los Montoneros de Méndez